# 樺太工業
樺太工業株式会社（からふとこうぎょうかぶしきがいしゃ）は、大正から昭和初期にかけて存在した日本の製紙会社である。「製紙王」と称された実業家・大川平三郎が創業、経営していた。
昭和初期の大手製紙会社である王子製紙（初代）や富士製紙はいずれも明治時代、1870 - 80年代に設立されて発展した企業である。それらに比べて樺太工業は大正に入ってからの1913年設立と後発でありながら、1930年代には国内洋紙生産高の20%を占める業界第3位の製紙会社に成長していた。大手3社の合同に伴い1933年に消滅した。

## 沿革

### 大川系企業群の形成
樺太工業は1913年、大川平三郎（1860年 - 1936年）と、大川が経営ないし関与いしていた5つの製紙会社の出資によって設立された。
創業者の大川平三郎は、第一国立銀行（後の第一銀行）などを設立した実業家渋沢栄一の甥にあたる人物で、渋沢が1873年に設立した王子製紙に16歳で入社した後、技術者として活躍し、創業期の王子製紙を支えていた。最終的には専務取締役となっていたが、経営権掌握を目指した王子の主要株主である三井財閥によって、1898年に王子を追われた。
王子を退職した大川は、ともに王子を辞職した技術者・職工など40人余りを引き連れて、当時静岡県で新工場を建設していた四日市製紙に移籍した。しかし引き連れてきた技術者・職工らと従来からの従業員との折り合いが悪く、大川自身も四日市製紙の株主と対立したため、1901年に上海にあったフランス系製紙会社に技術者・職工らとともに移籍した。
1903年に帰国した後、経営が悪化していた熊本県の九州製紙（旧・東肥製紙）の経営再建に参加し、同社の社長に就任した。続いて中部地方での製紙工場建設に乗り出し、1906年に中央製紙（岐阜県）を、1908年に木曽興業（長野県）を設立した。この3社は大川が大株主兼経営者として所有・経営していた。このほかにも1908年に四日市製紙の役員に復帰（のち筆頭株主に、1918年社長に就任）、1909年には中之島製紙（大阪府）の会長にも就任した。これらの大川系企業5社の洋紙生産高は、1913年の時点で国内洋紙生産高の約20%を占めていた。業界首位の王子製紙（約32%）や富士製紙（約29%）に比べると格差があったものの、大川系企業群は王子・富士両社に次ぐ規模を有していた。

### 樺太工業の設立
続いて大川は、さらなる事業拡大を目的に樺太への進出を目指した。このころには王子製紙・富士製紙の大手2社は北海道に進出し、豊富な針葉樹資源を基とする洋紙の量産体制を敷いていた。一方で北海道に進出していない国内企業は針葉樹資源が次第に減少していく中で、事業の拡大が不可能になっていた。この状況にもかかわらず事業拡大を目指す大川が着目したのは、王子・富士両社によって資源がほぼ掌握されていた北海道ではなく、さらにその北にあって両社がまだ進出していなかった樺太であった。
1911年、大川は九州製紙・中央製紙・四日市製紙の3社共同で樺太の国有林の伐採権を取得し、1913年から3社の工場へ木材をパルプ原木として供給を開始した。一方、三井物産も1911年に樺太国有林の伐採権を得、三井合名会社と共同し王子製紙の技術協力の下、1913年6月に樺太南部海岸の大泊町において亜硫酸パルプ（SP,Sulfite Pulp）工場の建設に着手した（1914年11月操業開始。後の王子製紙大泊工場で樺太初のSP工場）。これを受けて大川は、大川系企業5社と関係者とともに同年12月、急遽樺太工業を立ち上げ、三井・王子の樺太進出に対抗した。なお、樺太工業は1913年1月に設立された樺太林産を改称したものである。
1915年原料から製品までの一貫した新工場を釧路に設置することを企画。1916年　釧路工場建設を目的に北海道興業を同年12月13日日本橋倶楽部の創立総会で設立し建設工事をはじめた。1919年釧路工場建設中に北海道興業は大川平三郎が社長である富士製紙に経営統合し以後、富士製紙のもとで建設工事が進められる。
樺太工業は当初パルプの専業メーカーとして計画された。すなわち、出資元の製紙会社やそれ以外の一般市場に樺太材パルプを供給することを目的としていた企業であった。1915年5月、樺太西海岸の泊居町においてパルプ工場の建設に着手して三井・王子に追随し、同年8月に亜硫酸パルプを生産する泊居工場の操業を開始した。操業開始は、第一次世界大戦の影響でヨーロッパからのパルプ輸入が途絶し国内でもパルプ価格が高騰していた時期になったため、樺太工業は高収益を上げた。
続いて、同じ西海岸の真岡町に第2の工場を建設した。1919年9月に操業を開始した真岡工場で、亜硫酸パルプのほか抄紙機も設置して洋紙の生産を始めた。真岡工場の新設により、樺太工業は当初のパルプ専業メーカーから紙パルプ一貫メーカーに転換した。

### 大戦後の不振
大川は1919年、業界大手富士製紙の社長に就任する。大川が関与する大川系企業の洋紙生産高に占めるシェアは、1920年の時点では、樺太工業・九州製紙・中央製紙・中之島製紙の4社（1920年に、木曽興業は中央製紙と、四日市製紙は富士製紙と合併した）の約12%に富士製紙の約33%を加えて約45%となり、王子製紙の約38%を大きく上回っていた。
しかし1920年代になると戦後恐慌に見舞われ、パルプや洋紙の市況も悪化していった。特にパルプの市況悪化が顕著で、洋紙生産にも進出したもののパルプ生産・販売が主力であった樺太工業は、王子製紙や富士製紙と比べると市況悪化の影響を大きく受けて経営を悪化させた。加えて1921年、泊居・真岡の両工場を火災で失うという事態に直面した。
2つの工場を再建した後、パルプ市況が持ち直したため、樺太工業は長期的なパルプ市況の回復を見込んで第3の工場建設に着手した。樺太西海岸北部の恵須取町において1925年11月、亜硫酸パルプを生産する恵須取工場が操業を開始する。ところがこの工場新設はパルプ市況が再び悪化していた時期に重なってしまい、より一層の経営悪化を招いた。パルプほど洋紙の市況は悪化していなかったことから、1927年より恵須取工場をパルプ専業から製紙工場に転換した。
また、1926年4月に合理化を目的に、樺太工業は九州製紙・中央製紙・中之島製紙所の3社を合併した。合併により樺太工業の運営する工場は、泊居・真岡・恵須取の樺太3工場に、中央製紙の中津・木曽両工場（岐阜県および長野県）、中之島製紙の中之島工場（大阪府）、九州製紙の坂本・八代工場（熊本県）を加えて計8工場となった。ただし、木曽工場と中之島工場は2年後の1928年7月に閉鎖されている。

### 王子製紙との合併

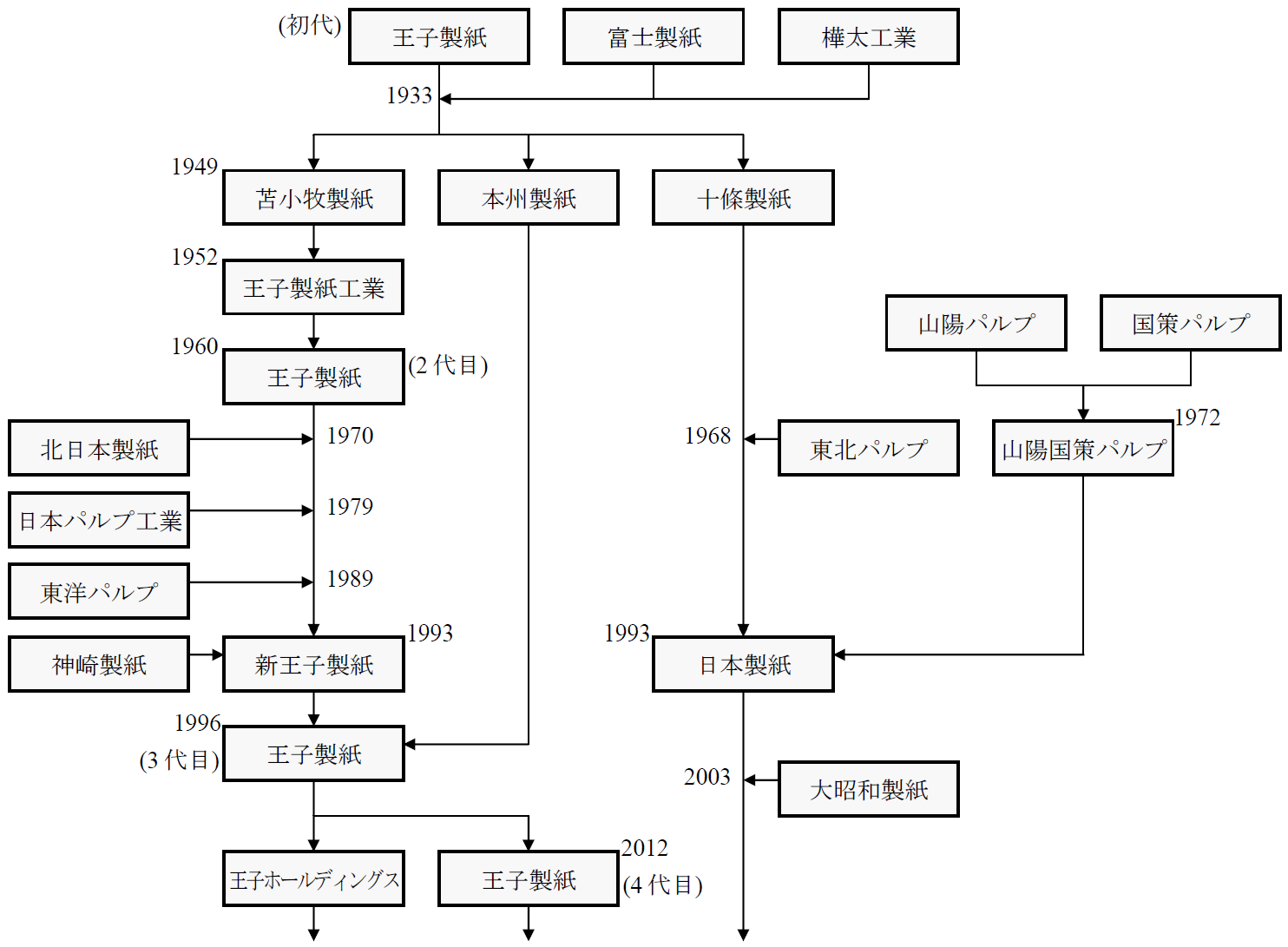
製紙各社のおおまかな合併図

1920年代から経営を悪化させていた樺太工業は、それまで後ろ盾となっていた第一銀行にも融資を拒否される状況となり、1930年に社債の償還難に直面した。大川は井上準之助（当時大蔵大臣）などに緊急支援を要請し、日本興業銀行・日本勧業銀行・第一銀行・安田銀行の4社による救済融資を得て経営破綻を回避した。一方営業成績についても、増産した洋紙が不振を極めて王子・富士・樺太工業の3社による値下げ競争が泥沼化していた影響で低迷していた。とはいえ洋紙の生産高については1930年に過去最高の約13万トンとなり、生産高のシェアは約21%に伸びていた。
こうした状況を打開するため大川は樺太工業と王子製紙・富士製紙3社の合同を構想するようになる。王子製紙社長の藤原銀次郎にも打診するが、王子の大株主である三井財閥が樺太工業が抱える膨大な負債を危惧したため藤原は賛同を控えた。1931年、後ろ盾であった渋沢栄一が死去、融資を仲介してきた井上準之助も翌1932年に死去し、大川は財界の協力者を失う。その影響で銀行団からの樺太工業の支援が縮小されていった。
3社の合同は王子製紙が1932年ごろから本格的に乗り出して前進する。同年10月に3社の間で合併契約が仮調印されるが、実質的には王子製紙による吸収合併であった。大川は吸収合併に不満であったが、結果として樺太工業の不振が大川に大幅な譲歩を要求した。1933年5月、合併が実行に移されて、王子製紙は国内市場の8割以上を握る巨大製紙会社（いわゆる「大王子製紙」）となった。
合併に際して、大川は取締役会長への就任を希望していたが、藤原の反対により名誉職の「相談役」に追われた。大川は失意のうちに1936年に死去したという。

### 年表
- 1873年 - 蓬莱社製紙部設立（1875年2月操業開始）。
- 1876年4月 - 真島襄一郎、蓬莱社製紙部を譲り受け真島製紙所（初代）とする。この後、大阪製紙所→下郷製紙所→中之島製紙と改称。
- 1895年12月 - 肥後製紙発足（1896年6月東肥製紙株式会社に改称）。
- 1898年10月 - 東肥製紙坂本工場操業開始。
- 1903年8月 - 東肥製紙、九州製紙株式会社に改称。大川平三郎が社長に就任。
- 1906年10月 - 大川、中央製紙株式会社を設立（1908年5月中津工場操業開始）。
- 1908年 - 大川、四日市製紙の取締役に就任（1918年社長就任）。
- 1908年10月 - 大川、木曽興業株式会社を設立（1913年1月須原工場操業開始）。
- 1909年 - 大川、中之島製紙の会長に就任。
- 1913年1月 - 大川、樺太林産株式会社を設立。
- 1913年12月 - 樺太林産、樺太工業株式会社に改称。
- 1915年8月 - 樺太工業泊居工場操業開始。
- 1916年12月 - 北海道興業株式会社を発足。（釧路工場建設開始）
- 1919年3月 - 北海道興業株式会社を富士製紙と合併。（釧路工場1922年操業開始）
- 1919年6月 - 富士製紙の社長に大川が就任。
- 1919年9月 - 樺太工業真岡工場操業開始。
- 1920年1月 - 中央製紙、木曽興業を合併。
- 1920年2月 - 四日市製紙が富士製紙に合併。
- 1921年2月 - 泊居工場全焼（同年12月復旧）。
- 1921年5月 - 真岡工場全焼（1922年3月復旧）。
- 1924年9月 - 九州製紙八代工場操業開始。
- 1925年11月 - 樺太工業恵須取工場操業開始。
- 1926年4月 - 樺太工業、中央製紙・九州製紙・中之島製紙を合併。
- 1928年7月 - 中之島工場・木曽工場閉鎖。
- 1933年5月18日 - 富士製紙とともに王子製紙に合併。

## 本社
本社は最初の工場である泊居工場があった樺太泊居郡泊居町に置かれていた。その他東京市麹町区（現・東京都千代田区）丸の内の大川田中ビルに事務所を置いていた。大川田中ビルは、大川平三郎が社長、大川の実弟田中栄八郎が副社長を務める不動産会社大川田中事務所の所有で、日本工業倶楽部の隣にあった。大川が関与していた日本鋼管（現・JFEグループ）も同居していた。

## 生産拠点
樺太工業が運営していた工場は以下の8工場である。中之島・須原工場を除いて王子製紙に継承された。
- 泊居工場 - 樺太泊居郡泊居町。1915年8月操業開始。
- 真岡工場 - 樺太真岡郡真岡町。1919年9月操業開始。
- 恵須取工場 - 樺太恵須取郡恵須取町。1925年11月操業開始。
- 中津工場 - 岐阜県恵那郡中津町中津川（現・中津川市中津川）。1908年5月操業開始（旧・中央製紙）。
- 須原工場 - 長野県西筑摩郡（現・木曽郡）大桑村須原。1913年1月操業開始（旧・木曽興業→中央製紙）。
- 中之島工場 - 大阪府大阪市北区玉江町2丁目（現・北区中之島5丁目）。1875年2月操業開始（旧・中之島製紙）。
- 坂本工場 - 熊本県八代郡上松求麻村（現・八代市坂本町坂本）。1898年11月操業開始（旧・東肥製紙→九州製紙）。
- 八代工場 - 熊本県八代郡太田郷村萩原（現・八代市十条町）。1924年9月操業開始（旧・九州製紙）。

王子製紙に継承された後も6工場とも操業を続けたが、樺太の3工場は太平洋戦争敗戦（1945年）に伴う樺太放棄で喪失した。戦後の財閥解体による王子製紙解体（1949年）に際して、中津工場は本州製紙（現・王子ホールディングス）に、八代・坂本工場は十條製紙（現・日本製紙）に継承された。坂本工場は1988年に閉鎖されているが、中津工場は王子エフテックス中津工場、八代工場は日本製紙八代工場として2012年現在も操業中である。

## 炭鉱事業
パルプ・紙関連の事業のほかにも、樺太において炭鉱事業を兼営していた。1919年に大栄炭鉱を開鉱、1923年5月に太平炭鉱を開鉱。前者は泊居工場付近、後者は恵須取工場付近にあり、工場向けや市販用の石炭を採掘していた。